# Combinada nòrdica als Jocs Olímpics d'hivern de 2014
Als Jocs Olímpics d'Hivern de 2014, que se celebraren a la ciutat de Sotxi (Rússia), es disputen tres proves de combinada nòrdica en categoria masculina: una prova de salt amb trampolí normal i 10 km. d'esquí de fons; una altra de salt amb trampolí llarg i 10 km. d'esquí de fons i finalment una prova de relleus 4x5 km i salt amb trampolí llarg.
Les proves es realitzen entre els dies 12 i 20 de febrer de 2014 a les instal·lacions esportives del Centre de salts RusSki Gorki.

## Calendari
Els temps són UTC+04:00.
| Data         | Hora  | Prova                               |
| ------------ | ----- | ----------------------------------- |
| 12 de febrer | 12:30 | Individual (trampolí normal/10 km.) |
| 12 de febrer | 16:30 | Individual (trampolí normal/10 km)  |
| 18 de febrer | 13:00 | Individual (trampolí llarg/10 km.)  |
| 18 de febrer | 16:00 | Individual (trampolí llarg/10 km.)  |
| 20 de febrer | 11:30 | Relleus                             |
| 20 de febrer | 15:00 | Relleus                             |

## Participants
Hi participaren un total de 55 esquiadors de 15 Comitès Nacionals diferents:
| - Alemanya (5) - Àustria (5) - Eslovènia (3) - Estats Units (4) - Estònia (3) - Finlàndia (4) - França (5) - Itàlia (5) | - Japó (5) - Noruega (5) - Polònia (1) - Txèquia (4) - Rússia (4) - Suïssa (1) - Ucraïna (1) |

## Resum de medalles
| Prova                                     | Or                                                                   | Argent                                                                    | Bronze                                                                    |
| Individual trampolí normal/10 km. Detalls | Jørgen Graabak                                                       | Magnus Moan                                                               | Fabian Rießle                                                             |
| Individual trampolí llarg/10 km. Detalls  | Eric Frenzel                                                         | Akito Watabe                                                              | Magnus Krog                                                               |
| Equips trampolí llarg/4x5 km. Detalls     | NoruegaJørgen Graabak · Håvard Klemetsen · Magnus Krog · Magnus Moan | AlemanyaEric Frenzel · Björn Kircheisen · Fabian Rießle · Johannes Rydzek | ÀustriaChristoph Bieler · Bernhard Gruber · Lukas Klapfer · Mario Stecher |

## Medaller
| Pos. | País     | Or | Plata | Bronze | Total |
| 1    | Noruega  | 2  | 1     | 1      | 4     |
| 2    | Alemanya | 1  | 1     | 1      | 3     |
| 3    | Japó     | 0  | 1     | 0      | 1     |
| 4    | Àustria  | 0  | 0     | 1      | 1     |
|      | Total    | 3  | 3     | 3      | 9     |